# Etō Shinpei

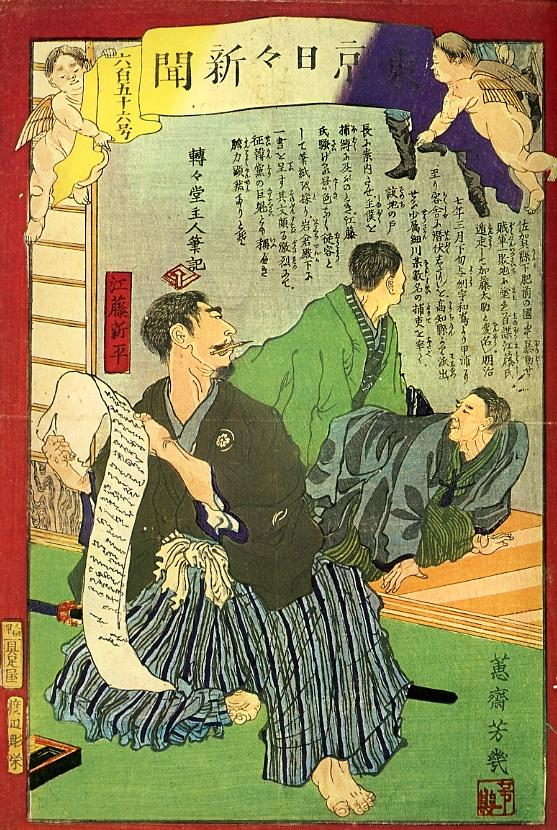
Etō Shinpei trong loạn Saga (Tōkyō Nichinichi Shimbun, Utagawa Yoshiiku, 1874)

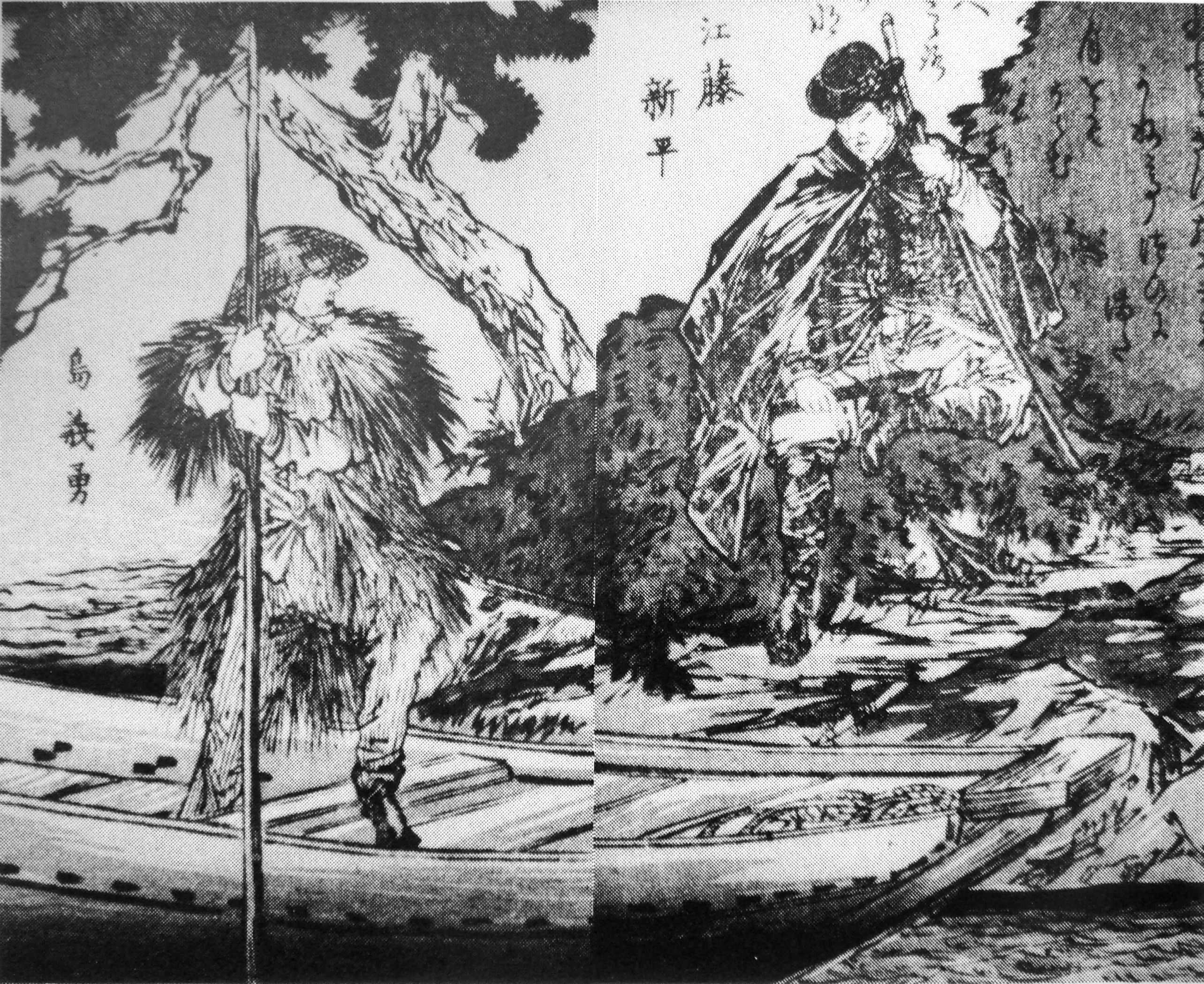
Etō Shinpei và Shima Yoshitake trên đường bỏ trốn năm 1874

Etō Shinpei (江藤 新平 Giang Đằng Tân Bình,  ngày 18 tháng 3 năm 1834 – ngày 13 tháng 4 năm 1874) là một chính khách đầu thời Minh Trị, được nhớ đến nhiều nhất với vai trò trong Cuộc nổi dậy Saga bất thành.

## Hoạt động thời Minh Trị
Etō sinh ra trong một gia đình samurai nghèo và không có gia huy ở Yae (nay là Saga), thuộc tỉnh Hizen (nay là tỉnh Saga và Nagasaki), trên đảo Kyushu. Ông sống gần nhà của Sagara Chian (Tomoyasu) người cũng đóng một vai trò có ảnh hưởng dưới thời Minh Trị. Năm 1848, Etō vào học tại trường của Gia tộc Nabeshima và nhanh chóng thu hút sự chú ý với tư cách là một thanh niên có năng khiếu, nhưng sau khi cha mất chức, ông tiếp tục theo học tại một trường tư do Edayoshi Shinyō, một nhà nghiên cứu Quốc học nhiệt thành (Kokugaku) điều hành. Cùng với các samurai trẻ tuổi đầy tham vọng khác như Ōkuma Shigenobu, Soejima Taneomi, Ōki Takatō, Shima Yoshitake, Etō gia nhập Gizai-dōmei ("Nghĩa Tế đồng minh") do Edayoshi thành lập năm 1850. Ba năm sau, ông viết báo (Tokaisaku), ra sức tuyên truyền về việc mở cửa Nhật Bản và một loạt kế hoạch nhằm đạt được sức mạnh kinh tế và quân sự. Sau khi kết hôn (1857), ông làm việc cho phiên Saga.
Trong chiến tranh Boshin nhằm lật đổ Mạc phủ Tokugawa, ông giữ chức vụ đại tướng trong quân đội triều đình. Sau Minh Trị Duy Tân, Etō được bổ nhiệm vào một số chức vụ, bao gồm cả chức vụ Bộ trưởng Tư pháp vào năm 1872, và chịu trách nhiệm soạn thảo bộ luật hình sự hiện đại đầu tiên của Nhật Bản (Kaitei Ritsurei). Năm 1873, ông trở thành sangi (Tham nghị) trong Daijō-kan (Thái Chính quan), nhưng từ chức cùng năm, sau khi đề xuất của Seikanron (Chinh Hàn luận) do Saigō Takamori đưa ra để xâm lược Triều Tiên bị từ chối.

## Kích động dấy loạn chống chính phủ
Sau khi từ chức, Etō trở về quê hương Saga của mình, và tập hợp một nhóm các cựu samurai bất mãn, thường không hài lòng với chế độ hiện tại. Ông thành lập đảng chính trị Aikoku Kōtō  chỉ trích chính phủ và kêu gọi thành lập quốc hội. Nhận được ít sự ủng hộ, sau đó ông đành dùng đến phương thức vũ trang nổi dậy (Cuộc nổi loạn Saga), thu thập khoảng 3.000 môn đệ, tấn công một ngân hàng địa phương để lấy tiền, và đánh chiếm các cơ quan chính phủ. Cuộc nổi dậy nhanh chóng bị quân chính phủ dưới quyền của Ōkubo Toshimichi trấn áp mạnh tay, và Etō cùng với 13 người cầm đầu khác đều bị hành quyết, đem bêu đầu thị chúng. Đó là hình thức xử phạt cuối cùng ở Nhật Bản.